# Horizons (álbum)
Horizons es el segundo álbum de estudio de la banda australiano de metalcore Parkway Drive, fue publicado el 6 de octubre de 2007. Fue producido por Adam Dutkiewicz de Killswitch Engage.

## Recepción
Horizons alcanzó el #6 en la Tabla de Álbumes de ARIA el 14 de octubre de 2007 y el #27 en la tabla de Heatseekers Top de Estados Unidos.

## Lista de canciones
Todas las canciones escritas y compuestas por Parkway Drive. 
| N.º | Título                  | Duración |  |
| 1.  | «Begin»                 | 0:49     |  |
| 2.  | «The Sirens' Song»      | 3:09     |  |
| 3.  | «Feed Them to the Pigs» | 2:33     |  |
| 4.  | «Carrion»               | 3:10     |  |
| 5.  | «Five Months»           | 4:04     |  |
| 6.  | «Boneyards»             | 3:14     |  |
| 7.  | «Idols and Anchors»     | 3:50     |  |
| 8.  | «Moments in Oblivion»   | 1:44     |  |
| 9.  | «Breaking Point»        | 3:37     |  |
| 10. | «Dead Man's Chest»      | 3:22     |  |
| 11. | «Frostbite»             | 3:32     |  |
| 12. | «Horizons»              | 5:35     |  |

## Posiciones
| Lista (2007)                            | Posiciones |
| --------------------------------------- | ---------- |
| Australia (ARIA)                        | 6          |
| Estados Unidos (Top Heatseekers Albums) | 27         |

## Personal
Parkway Drive
- Winston McCall - voz principal
- Jeff Ling - guitarras
- Luke Kilpatrick - guitarras
- Jia O'Connor - bajo
- Ben Gordon - batería